# Бадья (приток Иньвы)
Ба́дья — река в России, протекает в Юсьвинском районе Пермского края. Устье реки находится в 60 км по левому берегу реки Иньва. Длина реки составляет 12 км.
Исток реки в лесу в 5 км к северо-востоку от села Доег. Река течёт на юг по лесному массиву, впадает в Иньву у деревни Дубленово.

## Данные водного реестра
По данным государственного водного реестра России относится к Камскому бассейновому округу, водохозяйственный участок реки — Кама от города Березники до Камского гидроузла, без реки Косьва (от истока до Широковского гидроузла), Чусовая и Сылва, речной подбассейн реки — бассейны притоков Камы до впадения Белой. Речной бассейн реки — Кама.
По данным геоинформационной системы водохозяйственного районирования территории РФ, подготовленной Федеральным агентством водных ресурсов:
- Код водного объекта в государственном водном реестре — 10010100912111100008281
- Код по гидрологической изученности (ГИ) — 111100828
- Код бассейна — 10.01.01.009
- Номер тома по ГИ — 11
- Выпуск по ГИ — 1